# Elección complementaria de Chile del 20 de febrero de 1955
El 20 de febrero de 1955 se realizó una elección parlamentaria complementaria para llenar la vacancia de un diputado en la Cuarta Agrupación Departamental, correspondiente a la provincia de Coquimbo, luego del fallecimiento de Edmundo Pizarro Cabezas (PL) el 6 de septiembre de 1954.
La elección extraordinaria fue convocada mediante un decreto promulgado el 8 de enero de 1955. El mismo día de la elección parlamentaria complementaria se realizó una elección extraordinaria para elegir un regidor en la comuna de Arauco producto del fallecimiento de Carlos León Oyharcabal Duguett.

## Candidatos
En septiembre de 1954 el Partido Liberal (PL) solicitó a las demás colectividades del bloque opositor al gobierno de Carlos Ibáñez del Campo (conformado por los partidos Radical, Conservador Unido, Falange Nacional, y Socialista, entre otros) apoyar al candidato que presentaran en la elección complementaria; entre los primeros nombres propuestos se encontraban Pedro Lyon Besa, Enrique Besa Vicuña, Juan Martínez Oyarzún, Oscar Ruiz Bourgois y Patricio Phillips Pefiafiel. A fines del mismo mes la Asamblea Liberal de Ovalle propuso a Máximo Corral Garrido como candidato, quien fue confirmado por la directiva del partido luego de decidir entre él y Pedro Lyon Besa. A inicios de octubre el PL y el Partido Radical apoyaron mantener el acuerdo de apoyo mutuo en esta elección.
El Partido Socialista Popular (PSP) anunció el 10 de septiembre de 1954 que presentaría un candidato propio a la elección, anunciando posibles nombres como Tomás Chadwick Valdés, Clodomiro Almeyda y Mario Garay. El 16 de septiembre Chadwick fue proclamado oficialmente como candidato del PSP, quien recibió el apoyo del Partido Democrático de Chile el 28 de septiembre. No obstante, el 11 de febrero de 1955 el PSP retiró la candidatura de Chadwick, denunciando un «contubernio liberal-radical-falangista-comunista» que «con el pretexto de hacer oposición, engaña a las masas»; de esta forma, Máximo Corral fue el único candidato en la elección del 20 de febrero.
Otras candidaturas que no fructificaron fueron las del Partido Nacional Cristiano, que evaluó nombres como los de Enriqueta Joust e Isaac Humeres Eriazo.

## Resultados
Para la elección extraordinaria estaban inscritos 37 337 ciudadanos (26 169 hombres y 11 168 mujeres). El resultado oficial de la elección, según la sentencia del Tribunal Calificador de Elecciones, fue el siguiente:
| Candidato                                   | Candidato               | Candidato               | Partido                 | Partido                 | Votos  | %              | Resultado |
| ------------------------------------------- | ----------------------- | ----------------------- | ----------------------- | ----------------------- | ------ | -------------- | --------- |
|                                             |                         | Máximo Corral Garrido   |                         | PL                      | 20 431 | \| \| 100 % \| | Diputado  |
| Total de votos válidos                      | Total de votos válidos  | Total de votos válidos  | Total de votos válidos  | Total de votos válidos  | 20 431 |                |           |
| Votos en blanco                             | Votos en blanco         | Votos en blanco         | Votos en blanco         | Votos en blanco         | 743    |                |           |
| Votos nulos                                 | Votos nulos             | Votos nulos             | Votos nulos             | Votos nulos             | 591    |                |           |
| Total de votos emitidos                     | Total de votos emitidos | Total de votos emitidos | Total de votos emitidos | Total de votos emitidos | 21 765 |                |           |
| Fuente: Tribunal Calificador de Elecciones. |                         |                         |                         |                         |        |                |           |
|                                             | 100 %                   |                         |                         |                         |        |                |           |

Máximo Corral fue proclamado electo por el Tribunal Calificador de Elecciones el 22 de marzo de 1955 y se integró a la Cámara de Diputados el mismo día.